# Небезпечні відходи
Небезпечні відходи — відходи, які мають значну чи потенційну загрозу для здоров'я населення та навколишнього середовища.
Характерними небезпечними відходами є матеріали з речовинами, які мають одну або декілька небезпечних ознак:
- пожежонебезпечність
- вибухонебезпечність
- висока реакційна здатність
- токсичність
- містять збудників інфекційних хвороб

Небезпечні відходи — це матеріали, спеціально перелічені регуляторними органами як небезпечні відходи, які походять з неспецифічних джерел, конкретних джерел або викинутої хімічної продукції.
Небезпечні відходи можуть знаходитися в різних фізичних станах: газоподібному, рідкому або твердому. Це особливий тип відходів, оскільки їх не можна утилізувати загальноприйнятими способами, як інші побічні продукти повсякденного життя. Залежно від фізичного стану відходів, можуть знадобитися процеси обробки та пресування.